# ادرین زندجاس
ادرین زندجاس (انگلیسی: Adrian Zendejas؛ زادهٔ ۳۰ اوت ۱۹۹۵) بازیکن فوتبال اهل ایالات متحده آمریکا است.
از باشگاه‌هایی که در آن بازی کرده‌است می‌توان به باشگاه فوتبال اسپورتینگ کانزاس‌سیتی اشاره کرد.